# Bindowanie

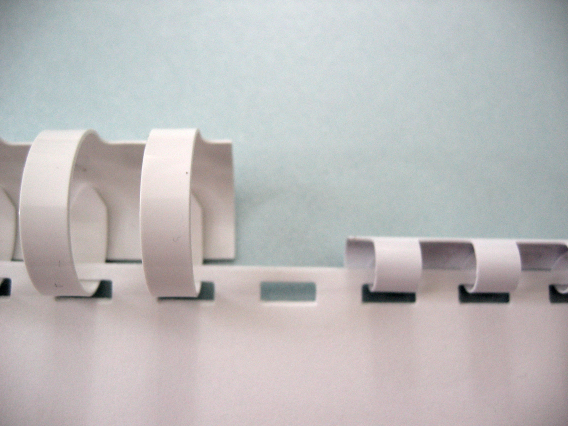
Przykład łączenia kartek za pomocą sprężystych plastikowych pasków (grzebienie plastikowe)

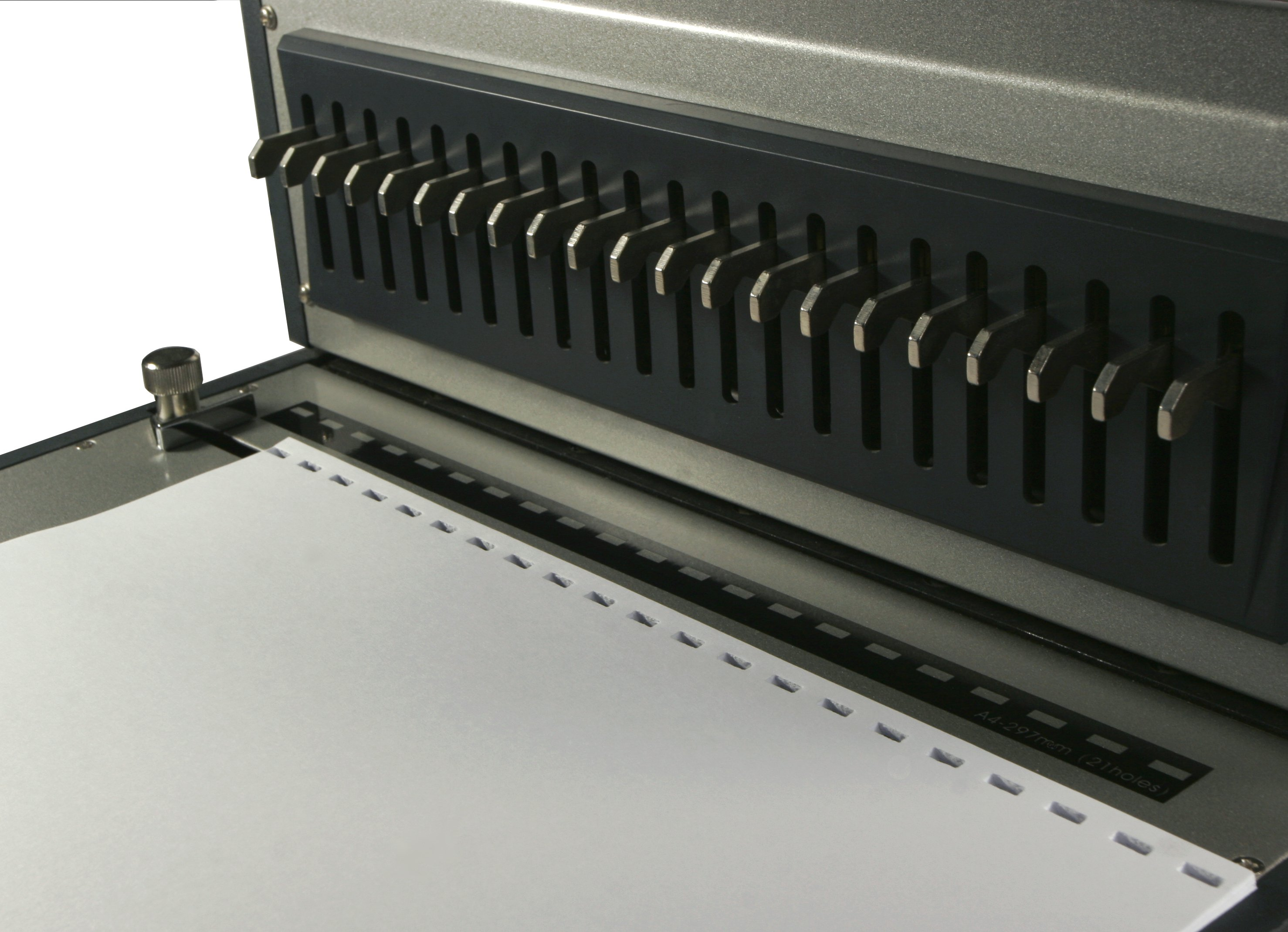
Bindownica do wykonywania opraw grzebieniowych plastikowych

Bindowanie – technologia introligatorska łączenia luźnych kartek za pomocą sczepiania ich jednego brzegu za pomocą różnych technik introligatorskich.

## Technologie bindowania
Istnieje kilka rodzajów materiałów łączących wcześniej sperforowany blok.
- plastikowy grzebień – najczęściej spotykany w biurowej poligrafii i w punktach ksero. Występuje wyłącznie w odcinkach, może zbindować maksymalnie 30 mm blok kartek. Po zbindowaniu możliwe jest ponowne otwarcie grzebienia i ponowne zamknięcie[1].

- wire-o, o-wire, zip-wire, double wire, metal bind – wszystkie te nazwy określają podwójny metalowy grzbiet zamykany. Produkowany w szpulach lub odcinkach jako otwarty grzebień, może zbindować maksymalnie 34 mm blok kartek a średnicę takiego grzebienia określa się w calach (3/16-15"). Bindowanie polega na jego zaciśnięciu prasą o regulowanym skoku lub bindownicą. Po zbindowaniu nie ma możliwości otwarcia i ponownego zamknięcia grzebienia. Najczęściej spotykana w poligrafii przemysłowej, przy bindowaniu kalendarzy książkowych, wieloplanszowych ściennych, kołonotatników, notesów, atlasów[2].

- spirala plastikowa wkręcana, może zbindować blok do 46 mm[3].

## Przebieg łączenia
|                   |                   |                     |        |
| Otwarcie zaczepów | Zakładanie kartek | Zwolnienie zaczepów | Gotowe |